# Rockford (Automobil)
Rockford war der Name für ein geplantes US-amerikanisches Automobil, das 1903 in Rockford (Illinois) entworfen und dort hergestellt werden sollte.
Hinter dem Projekt standen J. J. Cole und sein Sohn, welche in Rockford einen Laden mit mechanischer Werkstätte führten, wo Räder, komplette Automobile, Motorräder und Rasenmäher verkauft und gewartet wurden. Sie stellten einen Prototyp her, der als Cole bekannt wurde.
Das Automobil war als offener Tourenwagen mit einem Vierzylindermotor geplant. Das Fahrzeug ist jedoch nie gebaut worden. 